# 罗马尼亚社会民主党 (1910年)
罗马尼亚社会民主党（羅馬尼亞語：Partidul Social Democrat din România，缩写为PSD），又称社会民主党，是罗马尼亚历史上的一个马克思主义和社会民主主义政党。1910年，罗马尼亚社会主义联盟（起源于罗马尼亚社会民主工党）建立该党。1916年，该党被罗马尼亚政府取缔。被禁止活动期间，该党的地下组织继续开展活动，直到1918年第一次世界大战结束，该党得以重新合法化，并于1918年12月11日改组为罗马尼亚社会党。该党是第二国际的成员。